# Dione glycera
Dione glycera is een vlinder uit de familie van de Nymphalidae. De wetenschappelijke naam van de soort werd voor het eerst geldig gepubliceerd in 1861 door Cajetan Freiherr von Felder & Felder als Agraulis glycera.